# Тринованты

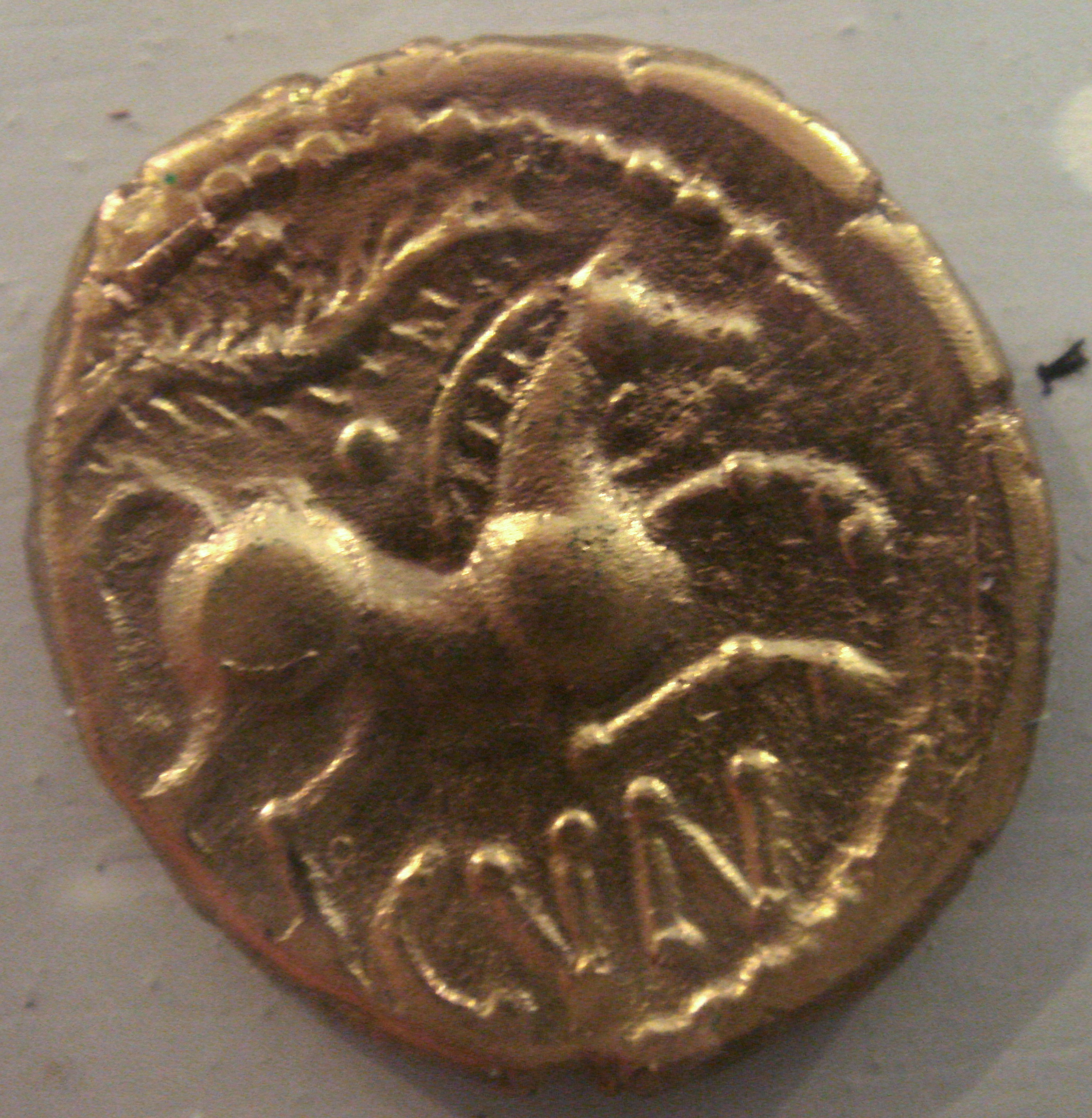
Монета триновантов

Тринованты (Trinobantes) — кельтское племя, занимавшее территорию нынешнего Эссекса, Великобритания. Столица — город Камулодун (Колчестер).

## История
По преданию, тринованты были древнейшими обитателями Эссекса, до вторжения туда римлян во главе с Юлием Цезарем. В 55 году до н. э. противоречия между триновантами и их соседями были использованы римлянами как повод для вторжения. Кассивелаун убил вождя триновантов и отца Мандубракия, а молодой Мандубракий спасся от гибели бегством и, ища покровительства Цезаря, прибыл к нему на материк. Цезарь двинулся на катувеллаунов и после упорного сопротивления Кассивелаун сдался. Ему пришлось предоставить заложников и заплатить дань. Также на трон триновантов был возвращен Мандубракий, и Кассивелаун поклялся не воевать против него. Заключив мир, Цезарь вернулся в Галлию.
Приблизительно в 10 году до н. э. Таскиован, правитель племени катувеллаунов, чеканил монеты в Камулодуне — факт, который дал историкам основания предполагать, что столица триновантов была захвачена катувеллаунами. Однако вскоре, возможно, при поддержке римлян, Аддедомар вернулся к власти. Преемником Аддедомара стал его сын Дубновеллаун, которого вскоре сменил сын Таскиована Кунобелин.
В 49 году, когда произошло новое вторжение под управлением императора Клавдия, тринованты вновь стали союзниками римлян. Это привело к тому, что город Камулодун (современный Колчестер) перешёл из рук триновантов к римлянам и стал столицей римской Британии. После этого тринованты присоединились к племени иценов в борьбе против захватчиков, которые в 60 году под предводительством вдовы Прасутага, Боудикки, подняли восстание. Восставшие ицены и тринованты захватили Веруламий, Камулодун и Лондиний. Союзником римлян выступил король Тиберий Клавдий Тогидубн. Губернатор Британии Гай Светоний Паулин разгромил иценов и с крайней жестокостью подавил восстание.

## Города
- Камулодун

## Правители
- Имануэнтий[англ.](?)
- Мандубракий[англ.]
- Аддедомар[англ.] — время правления неизвестно, известен по монетам 35 — 1 годов до н. э.
- Дубновеллаун[англ.] — начало нашей эры.